# Милово
Милово, още Мильово или Милево (на гръцки: Μεγάλη Γέφυρα, до 1927 Μυλωβός, Миловос), е село в Егейска Македония, Гърция, дем Пидна-Колиндрос в административна област Централна Македония.

## География
Селото е разположено на 30 m надморска височина, на 5 km северно от Либаново (Егинио), на десния бряг на река Бистрица (Алиакмонас).

## История
В края на XIX век селото е в Берска каза на Османската империя. В църквата „Свети Георги“ в XIX век работи зографът от Кулакийската школа Константинос Ламбу, който изписва царската икона на Христос, както и Димитриос и Дакос Хадзистаматис, които изработват серия икони от фриза и разпятието на иконостаса.
Александър Синве („Les Grecs de l’Empire Ottoman. Etude Statistique et Ethnographique“) в 1878 година пише, че в Миловос (Milovos), Китроска епархия, живеят 726 гърци.
Според статистиката на Васил Кънчов („Македония. Етнография и статистика“) в 1900 година в Мильово (Милево) живеят 155 българи. Кънчов пише: 
| „ | Една ивица отъ български чифлици се спуща край десния брѣгъ на Бистрица до морето. Обаче и тя е изложена на погръчанье и селата Либеново, Миленово, Нисель, Гусалъ, Пископа сѫ двоезични. | “ |

По данни на секретаря на Българската екзархия Димитър Мишев („La Macédoine et sa Population Chrétienne“) в 1905 година в Мильово (Miliovo) има 216 българи патриаршисти гъркомани.
В 1913 година селото попада в Гърция. В „Етнография на Македония“, издадена в 1924 година, Густав Вайганд описва Милово като смесено българо-гръцко село на българо-гръцката езикова граница:
| „ | Южно от Бистрица само селата Либаново (което освен това има също и турски жители) и Милово имат наред с гръцкото също и българско население. Чисто българско е и селото Низел, но тряба да се отбележи, че това не е остатък от някогашното българско население, а хората са се заселили там от север едва в последните десетилетия. Гопчевич обозначава още едно българско – Лонджонос, което трябва да се зачеркне; в разрушените колиби обитават само през зимата армъни овчари. | “ |

В 1928 година селото има 85 жители, от които 57 мъже, тоест може би са чифлишки работници или работници по изграждането на железопътната линия Солун - Катерини и моста на река Бистрица. След изграждането на моста и линията и регулацията на Бистрица населението на селото се увеличава. Населението произвежда главно памук и жито.
| Година    | 1913 | 1920 | 1928 | 1940 | 1951 | 1961 | 1971 | 1981 | 1991 | 2001 | 2011 | 2021 |
| --------- | ---- | ---- | ---- | ---- | ---- | ---- | ---- | ---- | ---- | ---- | ---- | ---- |
| Население | 182  | 142  | 85   | 196  | 215  | 289  | 268  | 264  | 264  | 268  | 192  | 177  |

## Личности
Починали в Милово
- Атанасиос Хадзопулос (1876 – 1936), гръцки андартски деец